# Walter Tautschnig
Walt(h)er Alois Tautschnig (* 14. Jänner 1917 in Villach; † 25. Oktober 2008 in Wien) war ein österreichischer Jurist, Beamter der Kärntner Landesregierung und von 1955 bis 1983 Direktor des Instituts und Präsident des Vereins Wiener Sängerknaben.

## Leben
Walter Tautschnig wurde am 14. Jänner 1917 als Sohn des unehelichen Kinds des Alois Tautschnig (* 9. Februar 1880) und der Kassiererin Elfriede Aloisia Kavallar (* 1. Oktober 1895) in St. Johann bei Villach geboren und am 31. Jänner 1917 auf den Namen Walter Alois getauft. Am 8. September 1917 heirateten die Eltern standesamtlich in Klagenfurt, womit auch die Legitimation erfolgte. Am 10. Juni 1930 erhielt er in Wien seine Konfirmation.
Tautschnig war neben seiner Schulausbildung in Klagenfurt und Wien von 1927 bis 1931 selbst Wiener Sängerknabe. An der Universität Wien studierte er Rechtswissenschaften, während seines Studiums war er bei den Sängerknaben von 1935 bis 1939 als Erzieher und Reisebegleiter tätig. 1939 wurde er promoviert und stand danach im Dienst der Kärntner Landesregierung. Während des Zweiten Weltkrieges war er als Sanitäter in München stationiert. Nach Kriegsende arbeitete er wieder als Jurist in der Kärntner Landesregierung und war daneben Berater des damaligen Leiters der Sängerknaben, Josef Schnitt. Gemeinsam mit ihm schuf er die neuen rechtlichen Grundlagen für den Verein Wiener Sängerknaben. Am 12. Dezember 1948 heiratete er kirchlich in Sternberg eine Gertrude Hamm.
Nach dessen Tod wurde Tautschnig 1955 zum Direktor des Knabenchors bestellt. Unter seiner Leitung sicherte er die wirtschaftliche und künstlerische Unabhängigkeit des Vereins durch eine Ausweitung der Tourneen und ließ das 1974 eröffnete Schul- und Internatsgebäude in Wien errichten. Bis 1997 hatte er noch die Funktion des Präsidenten inne.
Tautschnig wurde für seine Leistungen mehrfach ausgezeichnet, 1962 wurde ihm das deutsche Bundesverdienstkreuz I. Klasse und 1976 das Große Silberne Ehrenzeichen der Republik Österreich und das Silberne Ehrenzeichen des Landes Wien verliehen.